# Svarttjärnen (Särna socken, Dalarna, 685191-133403)
Svarttjärnen är en sjö i Älvdalens kommun i Dalarna och ingår i Dalälvens huvudavrinningsområde.